# Clan Tsugaru
 (septembre 2016).

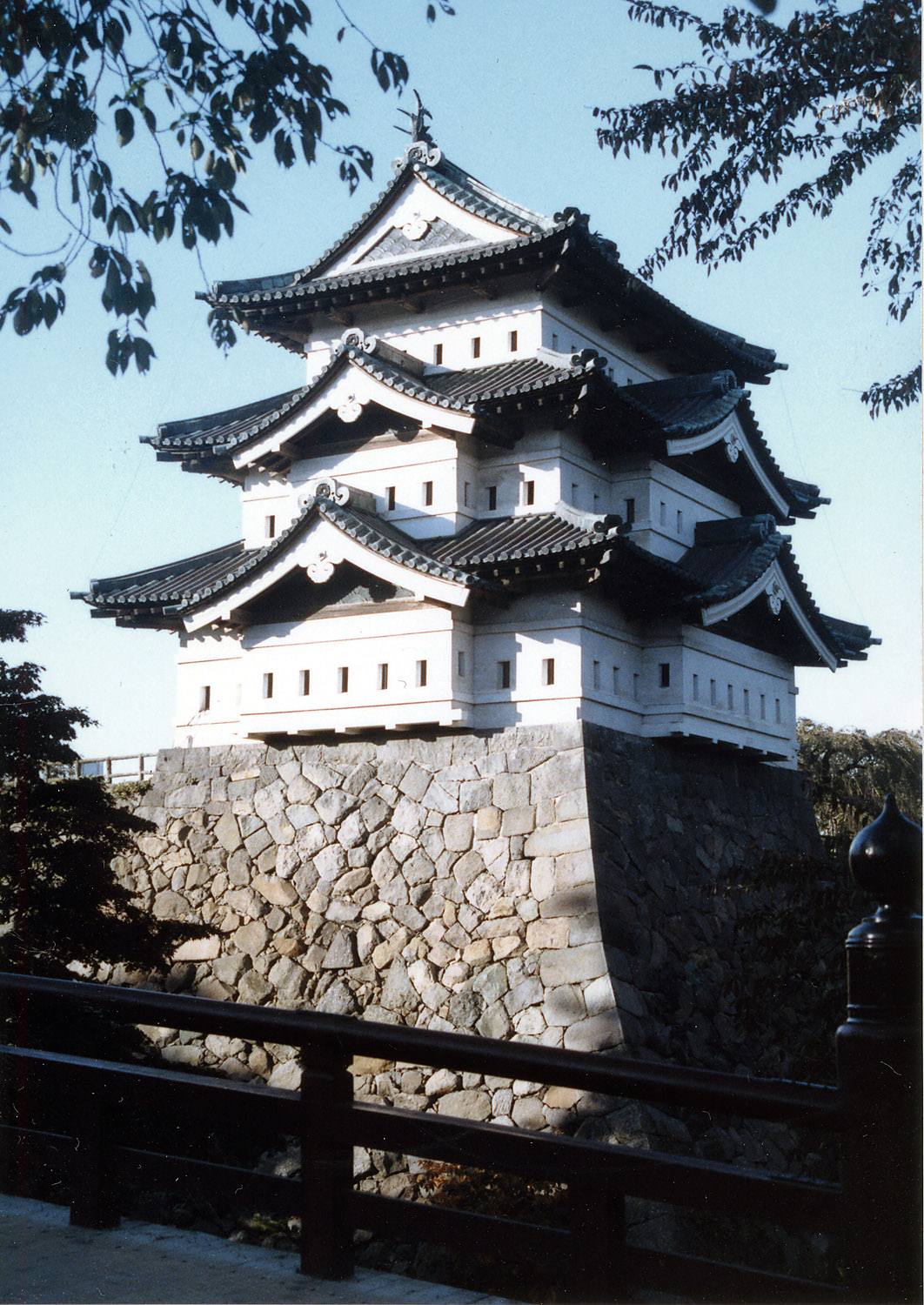
Château de Hirosaki, siège du clan Tsugaru.

Le clan Tsugaru (津軽氏, Tsugaru-shi) était un clan samouraï japonais originaire du nord du Japon, spécifiquement de la province de Mutsu (sur la côte nord-est de Honshū). Branche du clan Nambu, les Tsugaru se sont affranchis au cours de l'époque Azuchi Momoyama. Ils se sont rangés du côté victorieux lors de la bataille de Sekigahara, et commencèrent l'époque Edo en tant que famille de daimyos contrôlant le domaine de Hirosaki. Une deuxième branche de la famille fondée plus tard a gouverné le domaine de Kuroishi. Les Tsugaru sont restés une famille de daimyos jusqu'à la restauration de Meiji, lorsque Tsugaru Tsuguakira de Hirosaki et Tsugaru Tsugumichi de Kuroishi ont été relevés de leurs fonctions. La famille est ensuite devenue une partie de la nouvelle noblesse de l'ère Meiji.

## Histoire

### Les origines vers 1599
Le clan Tsugaru a officiellement déclaré descendre de la branche Kawachi Genji du clan Minamoto ; des années plus tard, il prétendit descendre cette fois-ci du clan Konoe, qui était une branche du clan Fujiwara. Il était d'abord appelé clan Ōura (大浦氏, Ōura-shi), une branche du clan Nambu, qui contrôlait le nord de la province de Mutsu. Les relations entre les deux familles se sont détériorées après que les Ōura eurent déclaré leur affranchissement en 1571, pendant le mandat de Tamenobu Ōura. Celui-ci avait été vice-juge de district (郡代補佐, gundai hosa) sous le magistrat local Ishikawa Takanobu du clan Nambu ; cependant, il a attaqué et tué Ishikawa et a commencé à s'emparer des châteaux du clan Nambu. Il a également attaqué Kitabatake Akimura (un autre seigneur local) et a pris son château de Namioka. La guerre entre le clan Ōura et le clan Nanbu, dirigé par Nanbu Nobunao, dura plusieurs années. En 1590, Tamenobu a juré fidélité à Hideyoshi Toyotomi ; Hideyoshi a ainsi permis à Tamenobu de conserver ses prises. Comme le fief des Ōura se trouvait dans la région de Tsugaru à l'extrême-nord de Honshū, la famille changea son nom en Tsugaru.

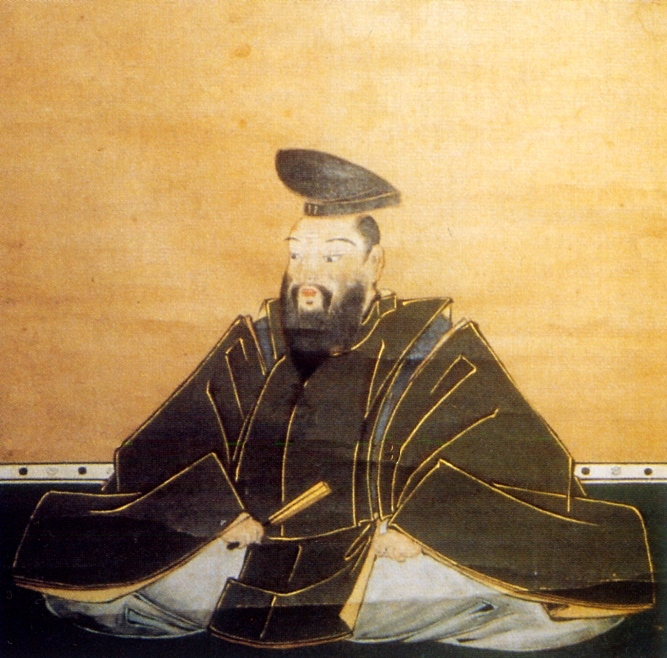
Tamenobu Tsugaru (Ōura).

### Les Tsugaru pendant la période Edo
Le clan Tsugaru a combattu aux côtés de l'armée de l'Est d'Ieyasu Tokugawa lors de la bataille de Sekigahara en 1600. Ses voisins immédiats ont également soutenu l'armée de l'Est. Après la victoire de Tokugawa à Sekigahara, le clan Tsugaru s'est vu accorder une extension de territoire et la permission de garder son domaine de Hirosaki (nommé d'après la ville fortifiée de la famille). Le domaine a débuté avec un koku de 45 000, avant de grimper jusqu'à 100 000. Tsugaru Tamenobu est resté politiquement actif dans les premières années de l'époque Edo, principalement dans la région du Kansai ; il est mort à Kyoto en 1608.
Les premières années de la période Edo ont été marquées par une série de troubles sociaux importants (o-ie sōdō) qui ont secoué la famille Tsugaru : les troubles Tsugaru (津軽騒動, Tsugaru-sōdō) de 1607, l'émeute de Kōsaka Kurando (高坂蔵人の乱, Kōsaka Kurando no ran) de 1612, les troubles Funabashi (船橋騒動, Funabashi-sōdō) de 1634, et les troubles Shōhō (正保騒動, Shōhō-sōdō) de 1647. En 1821, il y eut un complot déjoué par Daisaku Sōma, un ancien serviteur du clan Nanbu, visant à assassiner le seigneur de Tsugaru ; ceci résulte de la vieille inimitié entre les deux clans.
Une branche importante du clan Tsugaru a été fondée en 1656, qui a été élevée au rang de hatamoto, avant d'être promue au statut de daimyo en 1809, et est devenue la famille régnant sur le domaine de Kuroishi, qui était situé juste à côté du domaine de la famille principale. Une plus petite branche a été fondée par Tsugaru Nobuzumi, le fils du chef de la famille de Kuroishi-Tsugaru ; cette branche est restée hatamoto jusqu'à la fin de la période Edo. Le temple funéraire principal de la famille de Tsugaru, à Hirosaki, est situé à Chōshō-ji. Bien que ni l'une ni l'autre des familles de daimyos de Tsugaru n'ait jamais exercé des fonctions dans le shogunat, les Tsugaru de Hirosaki (ainsi que plusieurs des autres domaines du nord de Honshū) ont aidé le shogunat à maintenir l'ordre dans la région d'Ezochi (actuelle Hokkaido). Vers la fin de la période d'Edo, pendant le mandat de Tsugaru Tsuguakira, les forces du domaine de Hirosaki ont été modernisées le long des lignes de l'Ouest.

### Le clan Tsugaru pendant la guerre de Boshin

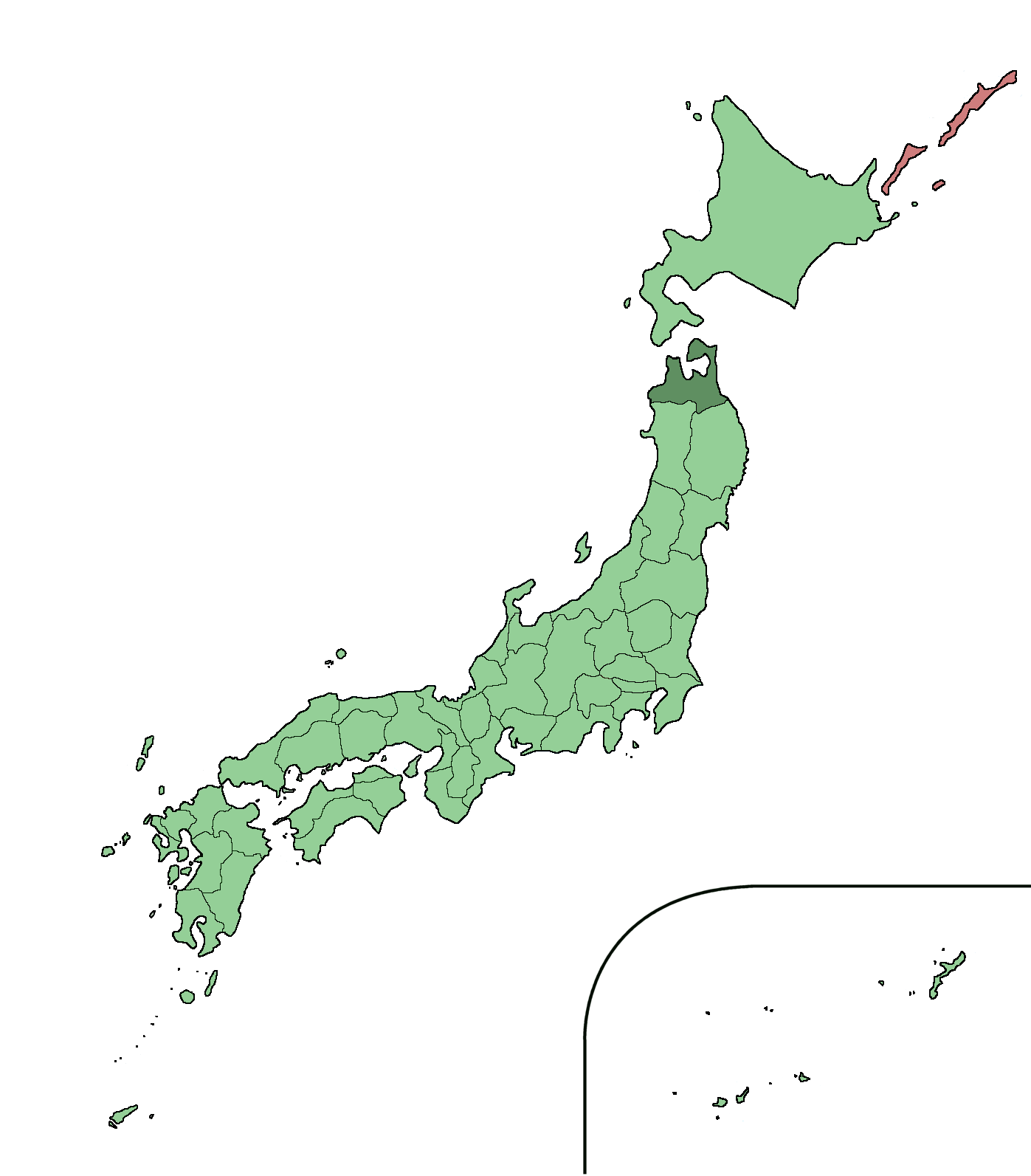
Carte actuelle du Japon. La préfecture d'Aomori, où se trouvent les anciens domaines de Hirosaki et de Kuroishi, est en vert foncé.

Pendant la guerre de Boshin de 1868-1869, le clan Tsugaru a d'abord rejoint le gouvernement impérial, et a attaqué les forces du domaine voisin de Shōnai. Cependant, il a rapidement basculé dans l'autre camp, et a brièvement fait partie du Ōuetsu Reppan Dōmei, avant de retourner du côté du gouvernement impérial. Il n'a pas pris part à de grandes actions militaires contre l'armée impériale. La branche de Kuroishi a suivi les Tsugaru de Hirosaki. Ainsi, le clan entier a pu éviter la punition du gouvernement sur les domaines du nord. Après que le nord de Honshū eut été pacifié, les forces des Tsugaru ont rejoint l'armée impériale pour attaquer la république d'Ezo à Hakodate. Pour la remercier de son aide, le gouvernement Meiji a accordé à la famille Tsugaru de Hirosaki une augmentation de 10 000 koku à son fief. Les deux branches de daimyos des Tsugaru sont devenues les gouverneurs impériaux (藩知事, han chiji) de leurs domaines en 1869. Deux ans plus tard, comme pour tous les autres daimyos, les deux branches des Tsugaru ont été relevées de leurs fonctions avec l'abolition du système han.

### De Meiji à aujourd'hui
Durant l'ère Meiji, Tsugaru Tsuguakira, le dernier daimyo de la famille principale des Tsugaru, a été anobli du titre du comte (hakushaku). Tsugaru Tsugumichi, le dernier daimyo des Kuroishi-Tsugaru, est devenu quant à lui vicomte (shishaku), grâce au système nobiliaire kazoku. Tsuguakira est plus tard devenu superviseur de la Banque Nationale Numéro 15 (第十五国立銀行, Dai jūgo kokuritsu ginkō), et Tsugumichi est devenu membre de la Chambre des pairs en 1890. Comme Tsuguakira était sans héritier, il adopta Konoe Hidemaro, le fils du noble Konoe Tadafusa ; Hidemaro est devenu le chef de la famille après la mort de Tsuguakira en 1916.
La princesse Hitachi est une descendante de la lignée principale des Tsugaru.

## Chefs de famille

### Lignée principale (Hirosaki)
- Moriyuki Nanbu

- Clan Ōura
  - Ōura Norinobu
  - Ōura Motonobu
  - Ōura Mitsunobu (1460-1526)
  - Ōura Morinobu (1483-1538)
  - Ōura Masanobu (1497-1541)
  - Ōura Tamenori (1520-1567)

- Clan Tsugaru
  - Tsugaru Tamenobu (1550-1608)
  - Tsugaru Nobuhira (1586-1631)
  - Tsugaru Nobuyoshi (1619-1655)
  - Tsugaru Nobumasa (1646-1710)
  - Tsugaru Nobuhisa (1669-1746)
  - Tsugaru Nobuaki (1719-1744)
  - Tsugaru Nobuyasu (1739-1784)
  - Tsugaru Nobuakira (1762-1791)
  - Tsugaru Yasuchika (1765-1833)
  - Tsugaru Nobuyuki (1800-1862)
  - Tsugaru Yukitsugu (1800-1865)
  - Tsugaru Tsuguakira (1840-1916)
  - Hidemaro Tsugaru (1916-?)
  - Yoshitaka Tsugaru

### Branche (Kuroishi)
- Hatamoto
  - Tsugaru Nobufusa (1620-1662)
  - Tsugaru Nobutoshi (1646-1683)
  - Tsugaru Masatake (1667-1743)
  - Tsugaru Hisayo (1699-1758)
  - Tsugaru Akitaka (1724-1778)
  - Tsugaru Yasuchika (1765-1833)
  - Tsugaru Tsunetoshi (1787-1805)

- Tozama daimyo
  - Tsugaru Chikatari (1788-1849, promu daimyo)
  - Tsugaru Yukinori (1800-1865)
  - TsugaruTsuguyasu (1821-1851)
  - Tsugaru Tsugumichi (1840-1903)

## Obligés célèbres

### Hirosaki
- Tsugaru Takehiro
- Numata Sukemitsu (?-1612 ?)
- Numata Nobumoto (1546-1600)
- Kanehira Tsunanori
- Kanehira Nobukiyo
- Kanehira Yasunari
- Sugiyama Gengo (1589?-1641 ? ; 2e fils de Ishida Mitsunari)
- Daidōji Naohidi (1552-1642)
- Naohide Daidōji (2e) (?-1636)
- Shibue Chūsai (1805-1858)